# Macrodontogobius wilburi
A Macrodontogobius wilburi a csontos halak (Osteichthyes) főosztályának a sugarasúszójú halak (Actinopterygii) osztályába, ezen belül a sügéralakúak (Perciformes) rendjébe, a gébfélék (Gobiidae) családjába és a Gobiinae alcsaládjába tartozó faj.
Nemének egyetlen faja.

## Előfordulása
A Macrodontogobius wilburi nagy előfordulási területtel rendelkezik. Megtalálható az Indiai- és a Csendes-óceánokban, a Seychelle-szigetektől kezdve, egészen Mikronéziáig, a Phoenix-szigetekig és északon Japánig.

## Megjelenése
Ez a gébféle legfeljebb 6,5 centiméter hosszú. 26 csigolyája van. Hátúszóján 7 tüske látható. Háti része zöldes-barna, hasi része pedig fehéres-sárga. Farokúszójának tövén fekete folt ül. Az oldalvonalon 7 sötétbarna folt található. Pofáján, kopoltyúfedőjén, mell- és hasúszóin fekete pettyek vannak.

## Életmódja
Trópusi és tengeri hal, amely a korallzátonyokon és a homokos aljzaton él. 20 méter mélyen is fellelhető. A tenger parti öblökben, lagúnákban és folyótorkolatokban is megtalálható.